# Thomas B. Jeffery Company
La Thomas B. Jeffery Company è stata una casa automobilistica statunitense attiva tra il 1902 e il 1916 con i marchi Jeffery e Rambler.
La Casa è nota principalmente per il suo Jeffery Quad, il primo veicolo a quattro ruote motrici realmente efficiente utilizzato ampiamente durante la prima guerra mondiale e dopo.

## Storia
La casa fu fondata da Thomas Buckland Jeffery, inventore e già costruttore di biciclette.
Dopo la morte del padre l'azienda passò al figlio Charles T. Jeffery ma nel 1916 questi annunciò la sua vendita a Charles W. Nash, proprietario della Nash Motors, per 3 milioni di dollari.
Ciò accadde quando Charles Jeffery, dopo esser sopravvissuto all'affondamento del Lusitania come passeggero, decise a soli 40 anni di ritirarsi dagli affari per dedicarsi ad altri interessi.